# Гойда Олег Васильович
Олег Васильович Гойда (21 квітня 1939, Червоноармійськ, Донецька область, Українська РСР, СРСР) ― радянський і український режисер кіно і телебачення, сценарист.

## Біографія
Народився 21 квітня 1939 року в Червоноармійське.
У 1961 року закінчив фізико-технічний факультет Дніпропетровського університету і працював інженером на Південмаші у м. Дніпропетровську.
У 1971 року закінчив кінофакультет Київського державного інституту театрального мистецтва ім. І. Карпенка-Карого.
З 1967 року працює режисером Київській кіностудії художніх фільмів ім. О. Довженка.

## Фільмографія
Режисер-постановник:
- 1975 ― Хвилі Чорного моря
- 1978 ― Напередодні прем'єри (співавт. сценар.)
- 1980 ― Червоні погони
- 1982 ― Інспектор Лосєв
- 1983 ― Петля
- 1986 ― Міст через життя
- 1990 ― Повернення в Зурбаган
- 1990 ― Мої люди
- 1993 ― Спосіб вбивства
- 2005 ― Підступи кохання
- 2007 ― Серцю не накажеш
- 2008 ― Сюрприз